# Johann Peter Limbourg
Johann Peter Limbourg auch Johann Peter Limbourg III. (* 11. August 1832 in Helenenberg; † 13. Februar 1891 ebenda) war Gutsbesitzer und Mitglied des Deutschen Reichstags.

## Leben
Limbourg besuchte das Gymnasium in Trier und war danach auf dem elterlichen Gut tätig. Er wurde Mitglied des Kreistages Trier-Land und war Mitglied des Aufsichtsrates der Landwirtschaftlichen Bank Trier. 1884 wurde er Vorsitzender des Trierischen Bauernvereins und des Viehversicherungsverbandes. 1879 richtete er in einen "Notschrei aus der Eifel" an die preußische Regierung, indem er auf die schlechten Zustände in der Eifel aufmerksam machte.
Für den Wahlkreis Trier (Stadt- und Landkreis) war er Mitglied des Preußischen Abgeordnetenhauses ab 1882. Ab 1887 war er zugleich Mitglied des Deutschen Reichstags für den Wahlkreis Regierungsbezirk Trier 1 (Daun, Bitburg, Prüm) und die Deutsche Zentrumspartei. Beide Mandate endeten mit seinem Tode.